# Lieux de mémoire au Liban
Les lieux de mémoire au Liban sont des traces d'un passé qui a marqué l'histoire collective et dont le peuple libanais a choisi de préserver le souvenir. Le passé considéré généralement comme le plus « mémorable », est celui de la guerre du Liban (1975-1990), événement central, mais certains lieux de mémoire renvoient à d'autres moments historiques.
Dans cet article les lieux de mémoire retenus sont géographiquement situés (et non des personnages, des symboles ou des devises, comme l'expression « lieu de mémoire », forgée par Pierre Nora, peut le laisser entendre).

## Constitution des lieux de mémoire
La tendance à commémorer sur un mode séculier – hors cérémonie religieuse – des épisodes jugés importants, toujours plus nombreux, se développe au niveau mondial, au point que des spécialistes ont pu parler, pour certains pays, d'inflation mémorielle. Ce phénomène s'accompagne souvent d'une concurrence des mémoires et des victimes.
Le Liban n'échappe pas à ce mouvement général. Des collectifs issus de la société civile libanaise s'engagent en faveur d'une reconnaissance étatique, non partisane, des victimes de la guerre, reconnaissance qui prend la forme notamment de l'érection de mémorials et de la transformation de sites en lieux de mémoire,. Cette tâche s'accomplit dans un contexte difficile du fait de l'absence de consensus concernant l'histoire de la guerre du Liban. La loi d'amnistie du 26 août 1991 qui empêche de poursuivre devant les tribunaux les responsables de crimes de guerre a imposé le silence sur les tragédies des deux décennies précédentes,. Les puissances régionales qui ont bombardé le territoire libanais ou qui l'ont occupé n'ont pas fait l'objet de poursuites judiciaires. Aussi, du fait de l'amnésie officielle qui recouvre des pans du passé, certaines revendications mémorielles communautaires s'expriment de manière d'autant plus vive et partisane,. Enfin, le pays a connu après la fin de la guerre en 1989, de nouveaux épisodes de déstabilisation, comme les assassinats politiques, notamment celui du premier ministre Rafic Hariri en 2005, la vaste campagne de bombardements israéliens de 2006, qui a provoqué plus de 1 000 morts, et le déplacement d'un million de personnes, le conflit armé de 2008 entre factions pro- et anti-gouvernement, etc. Ces événements ne favorisent pas une approche apaisée des choix qu'il convient d'effectuer parmi les commémorations publiques. Toutefois, selon F. Mermier et Ch. Varin, « des "acteurs mémoriels" s'essaient à ne pas laisser les seules organisations partisanes, confessionnelles ou communautaires accaparer la question de la mémoire de la guerre au Liban ». Sophie Brones voit également l'« émergence d'une prise en charge collective de la question mémorielle » au Liban.

## Beyrouth

### Musée national de Beyrouth

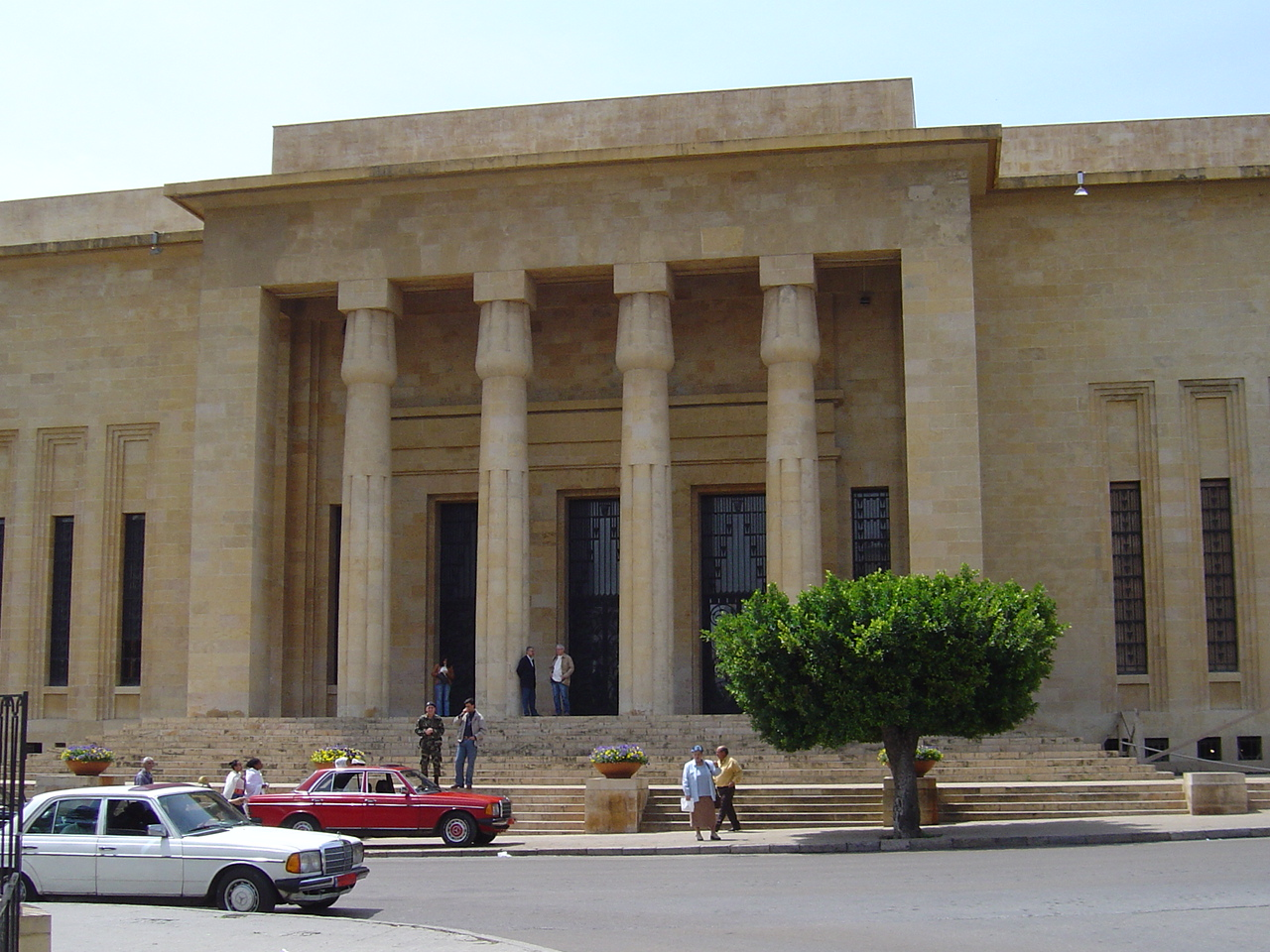
Le Musée national de Beyrouth (en 2004) restauré ; il est situé sur une ancienne ligne de démarcation qui divisait Beyrouth en deux pendant la guerre du Liban

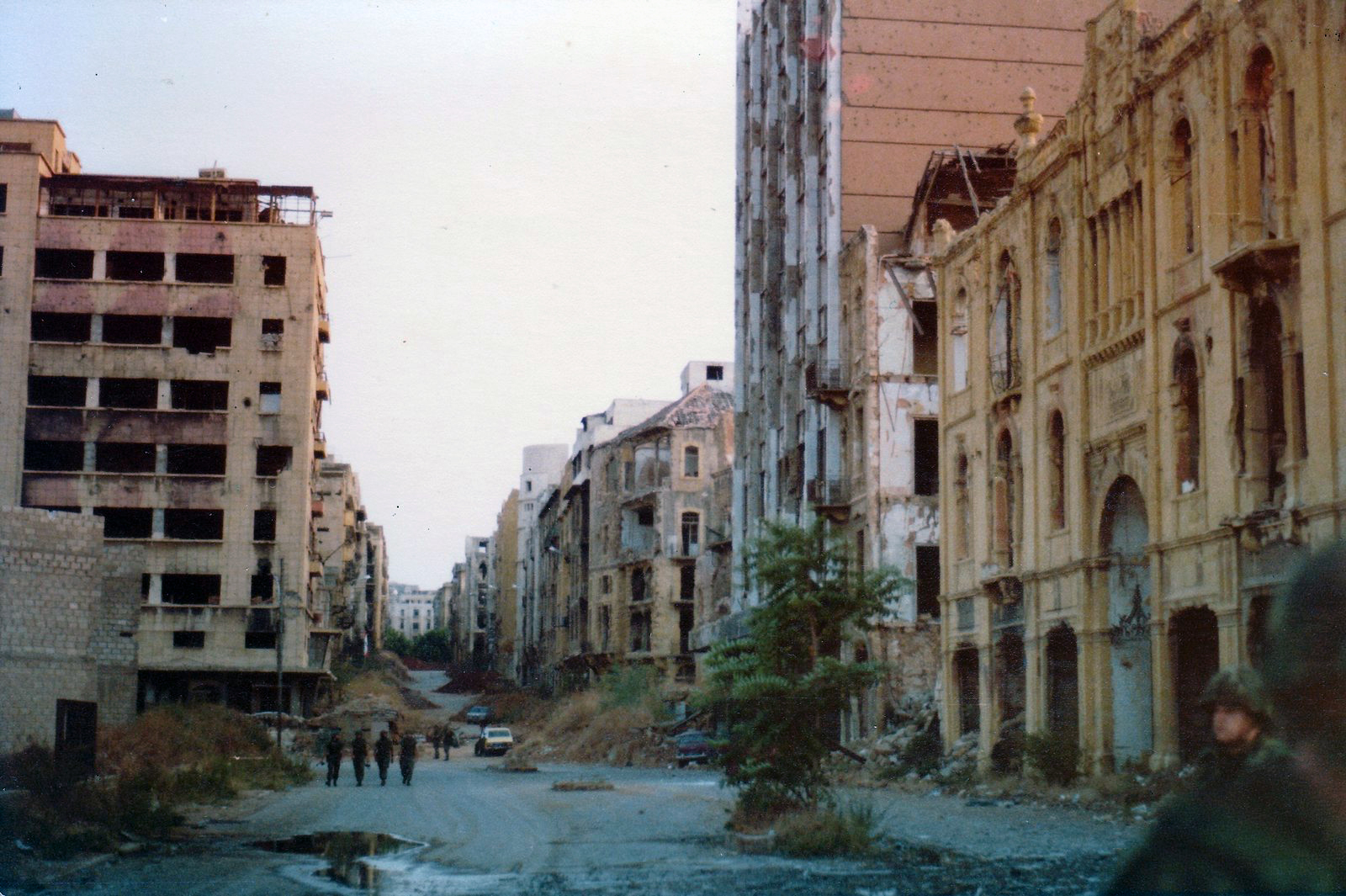
Une rue sur la ligne de démarcation à Beyrouth, 1982

Le Musée, terme qui désigne l'édifice ainsi que le secteur qui l'entoure, était situé pendant la guerre du Liban sur la « ligne de démarcation » de Beyrouth, nom donné à une zone de combats incessants entre factions armées, désertée de ce fait par ses habitants. De part et d'autre de cette ligne sans tracé officiel, les populations ont eu tendance à s'homogénéiser durant le conflit, avec une majorité chrétienne dans Beyrouth Est, une majorité musulmane dans Beyrouth Ouest, alors que la mixité était bien plus présente auparavant. Un des passages les plus empruntés entre Beyrouth Est et Ouest est celui du Musée national, devenu ainsi un lieu stratégique très dangereux, où de nombreux Libanais sont morts victimes des tirs des francs-tireurs et des accrochages entre milices. « Symbole de la guerre », il  a été aussi, pour cette raison, le site de manifestations pour la paix, et il est considéré depuis la fin officielle de la guerre comme un « lieu de mémoire ».
En novembre 1975, plusieurs dizaines de milliers de citoyens s'y étaient donné rendez-vous, les uns venant de Beyrouth Ouest, les autres de Beyrouth Est, pour dire non à la guerre. À la suite du conflit libanais de 2008 qui avait fait craindre une reprise de la guerre, une marche a été organisée sur l'ancienne ligne de démarcation pour rappeler le danger lié aux affrontements armés. La marche avait remonté la «ligne verte» à partir du sud de Beyrouth, empruntant le carrefour de l'église Mar Mikhael-Chiyah, le rond-point Tayyouné, puis elle était passée par le secteur du Musée national de Beyrouth, avant d'aboutir au nord, au Centre-ville. Une des associations organisatrices, Offrejoie, avait alors déclaré : «nous transformons ces lieux de séparation en ponts, en traits d'union». Aïda Kanafani-Zahar souligne le fait que le Musée National ainsi que d'autres lieux sur les anciennes lignes de combats ont été réinvestis comme «lieux de résistance civile».

### Musée Beit Beirut

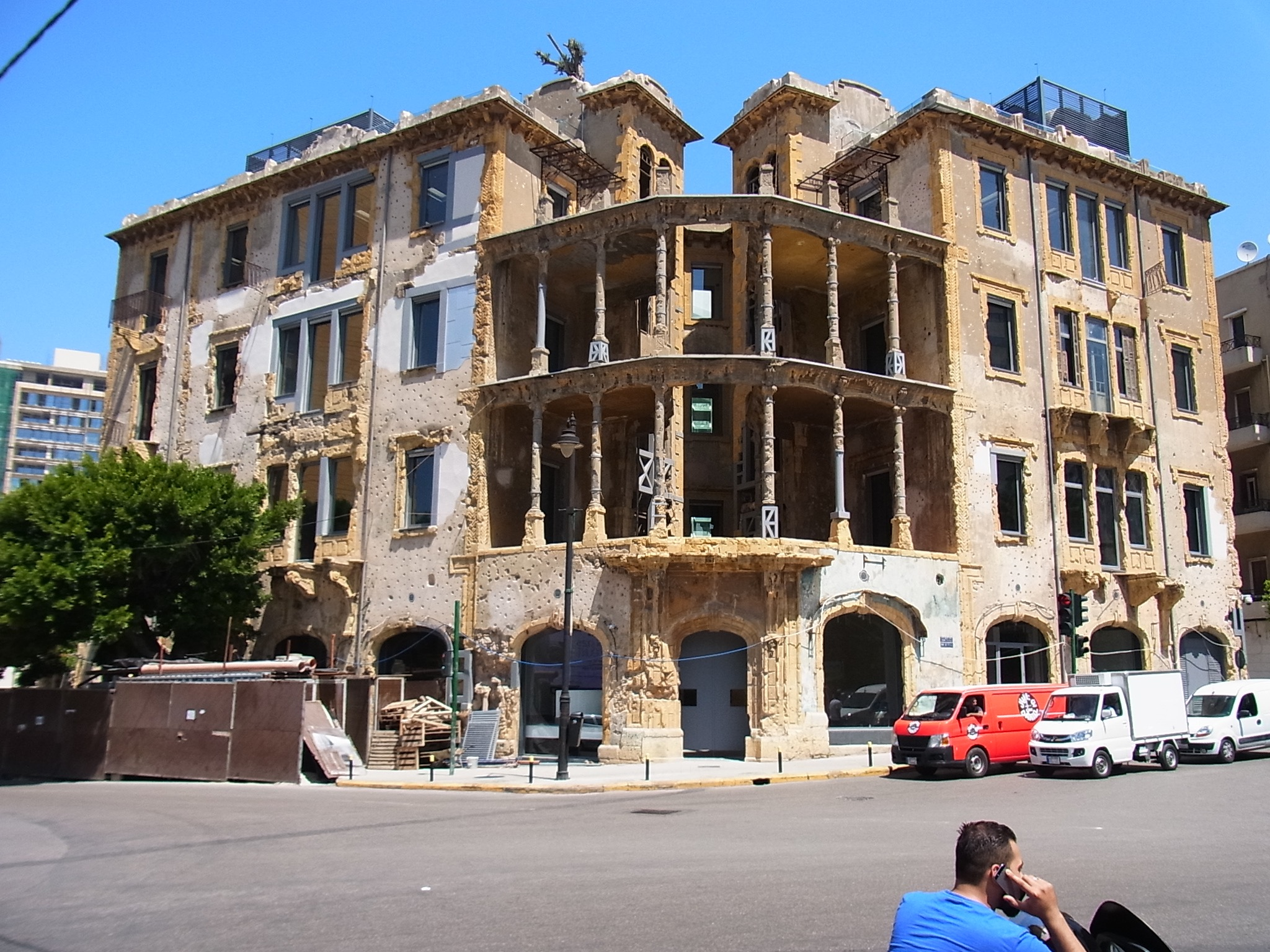
Musée Beit Beirut

Appelé la « Maison jaune », le musée de Beit Beirut (en) est installé dans un immeuble connu traditionnellement sous le nom d'« immeuble Barakat », situé dans le quartier Sodéco, sur l'ancienne ligne de démarcation, à quelques dizaines de mètres du centre-ville. Son style et les matérieux qui associent la pierre et au béton rappellent les constructions de l'époque du mandat français.
La « Maison jaune » est un « lieu de mémoire de la guerre civile » : les effets de la destruction pendant la guerre ont été conservés, de manière à produire une expérience spatiale de la guerre. Selon l'historienne Sophie Brones, « le projet de ce musée symbolise la prise en charge officielle de la mémoire de la guerre dans une démarche compréhensive plus qu'idéologique » ; « contrairement à l'effacement des traces de la guerre qui a prévalu au centre ville, cette préservation affirme la nécessité d'une référence aux mémoires collectives ».
Le musée propose aussi un exemple d' « histoire sociale » de Beyrouth, en retraçant celle des habitants qui se sont succédé dans l'immeuble. Un étage présente également l'histoire de la ville au XIXe siècle.

### Centre-ville de Beyrouth
Le centre-ville, fortement endommagé pendant la guerre du Liban, a été reconstruit entre 1991 et 2001, en grande partie par la société privée d'aménagement urbain Solidere, créée par Rafic Hariri. L'action de Solidere a été diversement appréciée. Cette entreprise a par certains côtés œuvré à la restauration du patrimoine architectural, en veillant à représenter la pluralité religieuse libanaise ; des églises, des mosquées et une synagogue historiques ont ainsi été réhabilitées dans le centre. Toutefois, Solidere a été aussi critiquée en raison de son choix d'effacer la mémoire et les traces de la guerre, d'une manière jugée trop systématique. D'autres controverses portent sur sa politique d'exclusion à l'égard d'anciens habitants, et sur la priorité donnée à la rentabilité économique.
Des groupes issus de la société civile ont réussi à préserver ou réinvestir certains lieux considérés comme des lieux de mémoire associés à la guerre, en allant quelquefois à l'encontre de la stratégie de reconstruction de Solidere.

#### Place des Martyrs

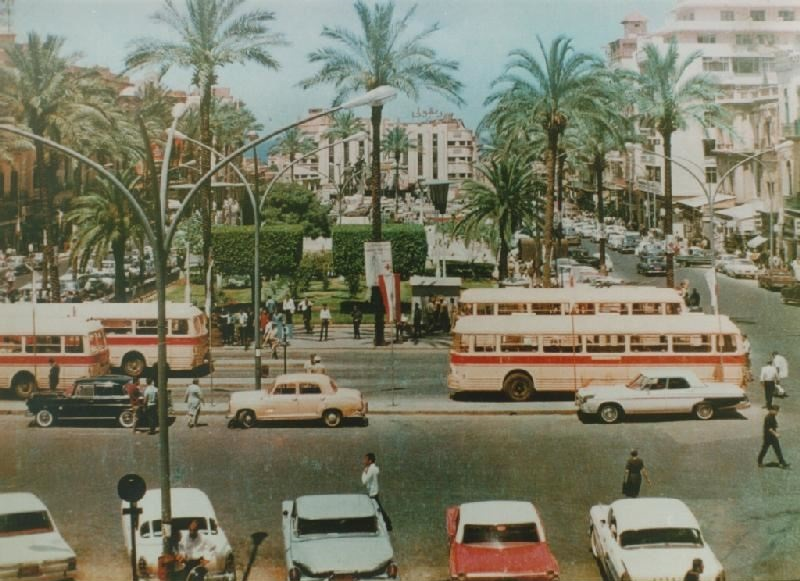
La place des Martyrs en 1970

Groupe de statues place des martyrs, 2016. Le choix a été fait de conserver les stigmates de la guerre plutôt que de restaurer ce monument.

La place des Martyrs est dotée dans l'imaginaire libanais d'une charge symbolique particulière[réf. à confirmer]. Située pendant la guerre du Liban sur la ligne des combats, et quasiment détruite,  elle est redevenue par la suite un lieu central de rassemblement. Le concours d'architecture qui a appelé à sa reconstruction en 2004-2005 fixait explicitement comme objectif la «création d'un lieu de mémoire et d’un lieu de rencontre»[réf. à confirmer].
Au début du processus de reconstruction, plusieurs strates historiques contribuaient à faire de la place un lieu de mémoire. Les affrontements violents entre milices pendant la guerre du Liban ; la période de l'âge d'or dans les décennies qui ont précédé la guerre, et où la place des Martyrs était un lieu de sociabilité et d'échanges ; en mai 1916, l'exécution par les autorités ottomanes de nationalistes libanais, les «martyrs» qui donnent leur nom à la place. Ces nationalistes avaient été arrêtés à la suite d'une imprudence du diplomate français François Georges-Picot, qui avait laissé dans l'ambassade des papiers indiquant les noms de ses contacts avec des opposants susceptibles de renverser le pouvoir ottoman (durant la première guerre mondiale,la France était en guerre  contre l'Empire ottoman). Avant de s'appeler place des Martyrs, la place était désignée du nom de «place des Canons», en référence aux canons que les Russes y avaient installés en 1772-1773, lors d'un épisode violent de la guerre russo-turque de 1768-1774,. Elle s'est appelée aussi «Sahet al-Bourj», place de la Tour, en référence à une tour construite là au début du XVIIe siècle par l'émir Fakhr al-Din (Fakhreddine).
Depuis le processus de reconstruction, des événements de première importance au niveau national se sont déroulés place des Martyrs. En premier lieu, le 14 mars 2005, une manifestation y réunit près d'un million de Libanais, soit plus d'un quart de la population du pays, un mois après l'assassinat du premier ministre Rafic Hariri, attribué alors au régime syrien. Le pression populaire conduit alors l'armée syrienne à se retirer du Liban, après une occupation de presque 30 ans (depuis 1976) ; voir Révolution du Cèdre. Les manifestations de 2019 contre le gouvernement libanais incapable de résoudre les problèmes économiques du pays se déroulent place des Martyrs . Quelques jours après l'explosion au port de Beyrouth en 2020, qui avait causé la mort de plus de 200 personnes et détruit plusieurs quartiers de la capitale, une manifestation est organisée le 8 août place des Martyrs en signe de rejet de la classe politique, corrompue et composée d'anciens chefs de guerre.

#### Dôme du City Center

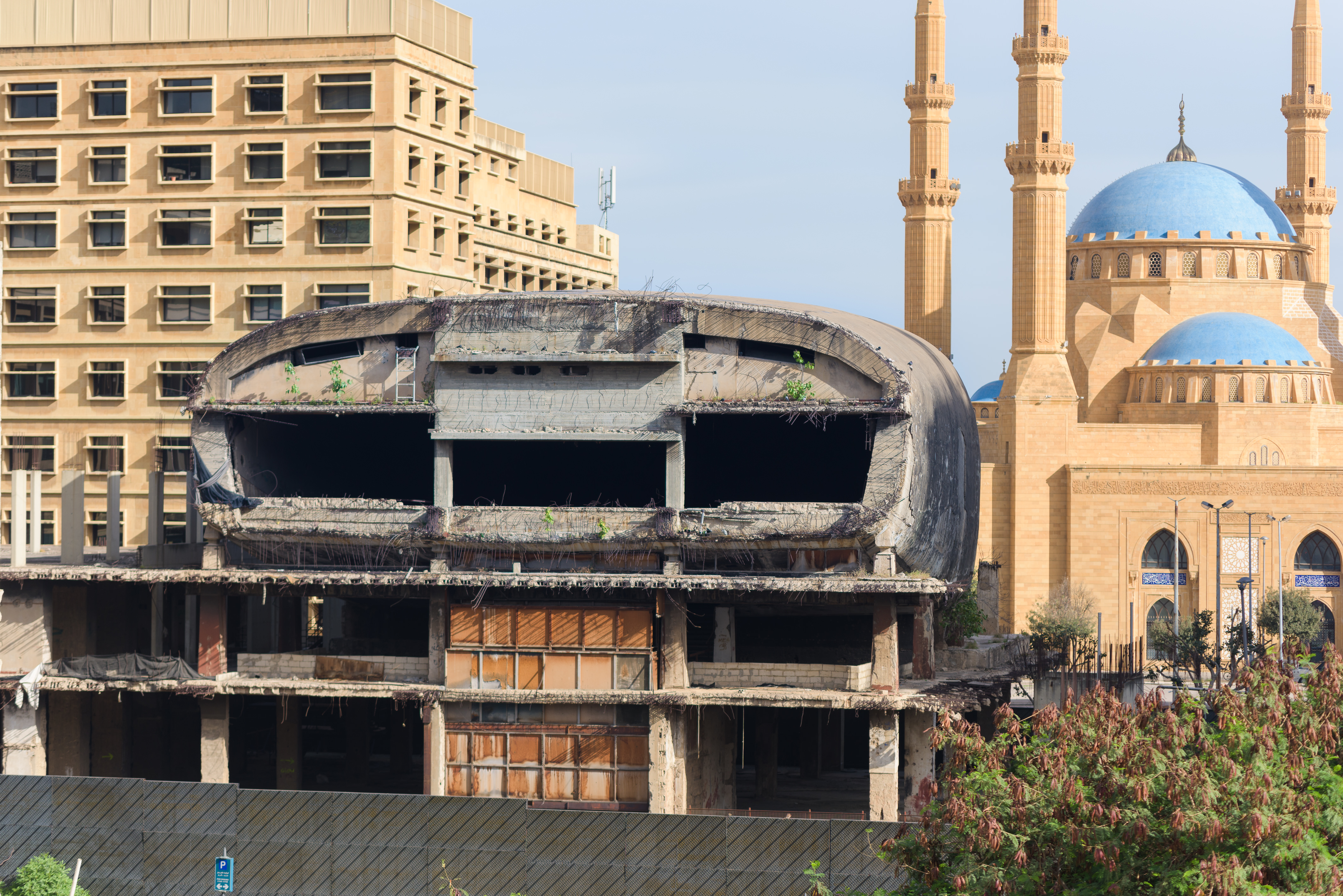
L'Œuf (Beyrouth) vu de face ; à droite, la mosquée Mohammed al-Amine

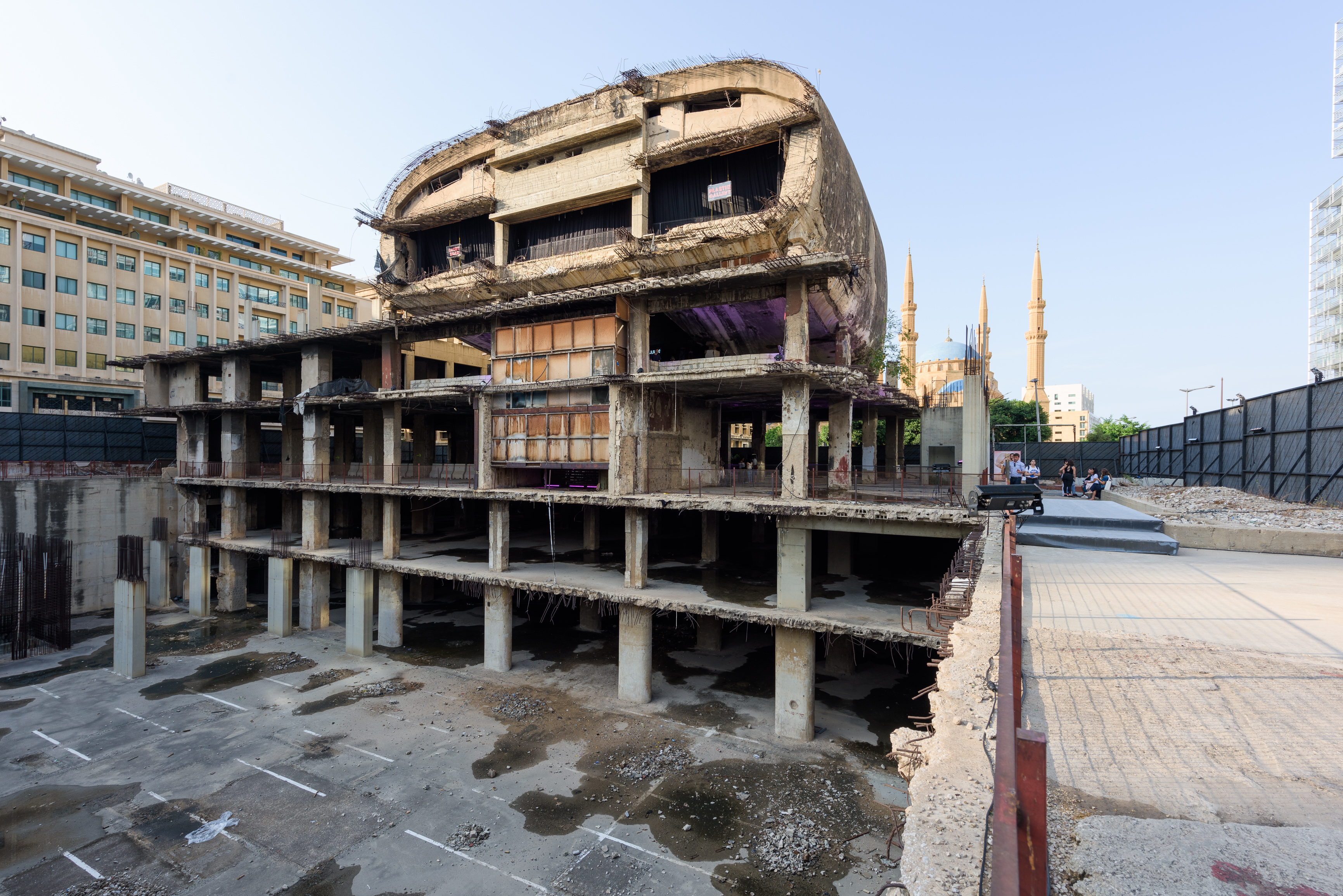
Le dôme

Au sud de la place des Martyrs, le dôme du City Center, en arabe «al-qubba», est ce qui reste d'un ancien ciné-théâtre de 850 places au style architectural avant-gardiste, symbole de la modernité de la ville, construit dès 1965. La salle de cinéma, semblable à une coquille, avait une forme ovoïde.
Ce dôme en béton a failli être rasé dans le cadre du projet de reconstruction. Il a été préservé avec les traces d'impacts de balles grâce à la mobilisation de collectifs tels que Save the egg (Sauvez l'œuf), qui a réuni jusqu'à 5 000 membres en 2010, ou Indyact. Des manifestations culturelles y ont été organisées au cours des années 2000, lui redonnant vie et confortant son statut de lieu de mémoire. Ainsi par exemple une exposition qui a présenté 1000 portraits d'hommes et de femmes disparus pendant la guerre du Liban, intitulée « Missing », conçue par le Comité des familles de disparus et par Umam Documentation & Research, s'y est tenue en 2008. Le lieu, célébré notamment par les œuvres photographiques de Gabriele Basilico, est devenu une "icône de la ville".

#### Tour Murr
Située à la limite du centre ville, dans le quartier de  Zokak el Blat, la tour Murr est une ruine de guerre demeurée en l'état non pas grâce à une action militante en vue de sa préservation, mais du fait de mésententes entre acteurs de projets immobiliers. Il s'agit d'une tour de 32 étages, propriété du ministre Michel Murr, dont la construction entreprise au début des années 1970 n'a jamais été achevée ; elle était censée abriter des bureaux, des restaurants. Les traces de destruction très visibles rappellent un épisode de la guerre à Beyrouth appelé « bataille des Hôtels » : en octobre 1975, des affrontements violents ont eu lieu entre d'une part des miliciens palestiniens et libanais appartenant au Mouvement national libanais embusqués dans la tour Murr et d'autre part, des Phalangistes postés dans quatre hôtels voisins, l'hôtel Saint-Georges, l'hôtel Phoenicia, l'hôtel Holiday Inn, et l'hôtel Hilton. Les combats entre les factions de la Tour Murr et celles du Holiday Inn ont duré plusieurs mois.
La tour Murr est très souvent représentée dans les œuvres des artistes, par exemple dans les photos de Paola Yacoub (en) et Michèle Lasserre, ou dans les sculptures de Marwan Rechmaoui, tel A Monument for the Living (2000).

#### Grand Théâtre
Situé dans le quartier Ghalghoul, rue de Syrie dans la partie sud du centre-ville, le Grand Théâtre, ou  Teatro al-Kabir (Grand Theatre, Lebanon (en)), a été construit en 1927, sur une surface de 2 000 m2 ; la salle à l'italienne en fer à cheval, avec des balcons, des loges, des corbeilles, imite celle de l'ancien théâtre Garnier. Le front du Grand Théâtre présente de part et d'autre du portail une galerie à arcades. Il est à Beyrouth le théâtre à la mode jusqu'aux années 1940, puis sa réputation périclite ; à la veille de la guerre il était devenu un lieu de projection de films pornographiques.
Il a été épargné par la reconstruction grâce à la mobilisation de la metteuse en scène Nidal Al Achkar et de la communauté des acteurs ; cependant sa réhabilitation demeure en suspens en 2022.

### Mémorial de la Grande Famine

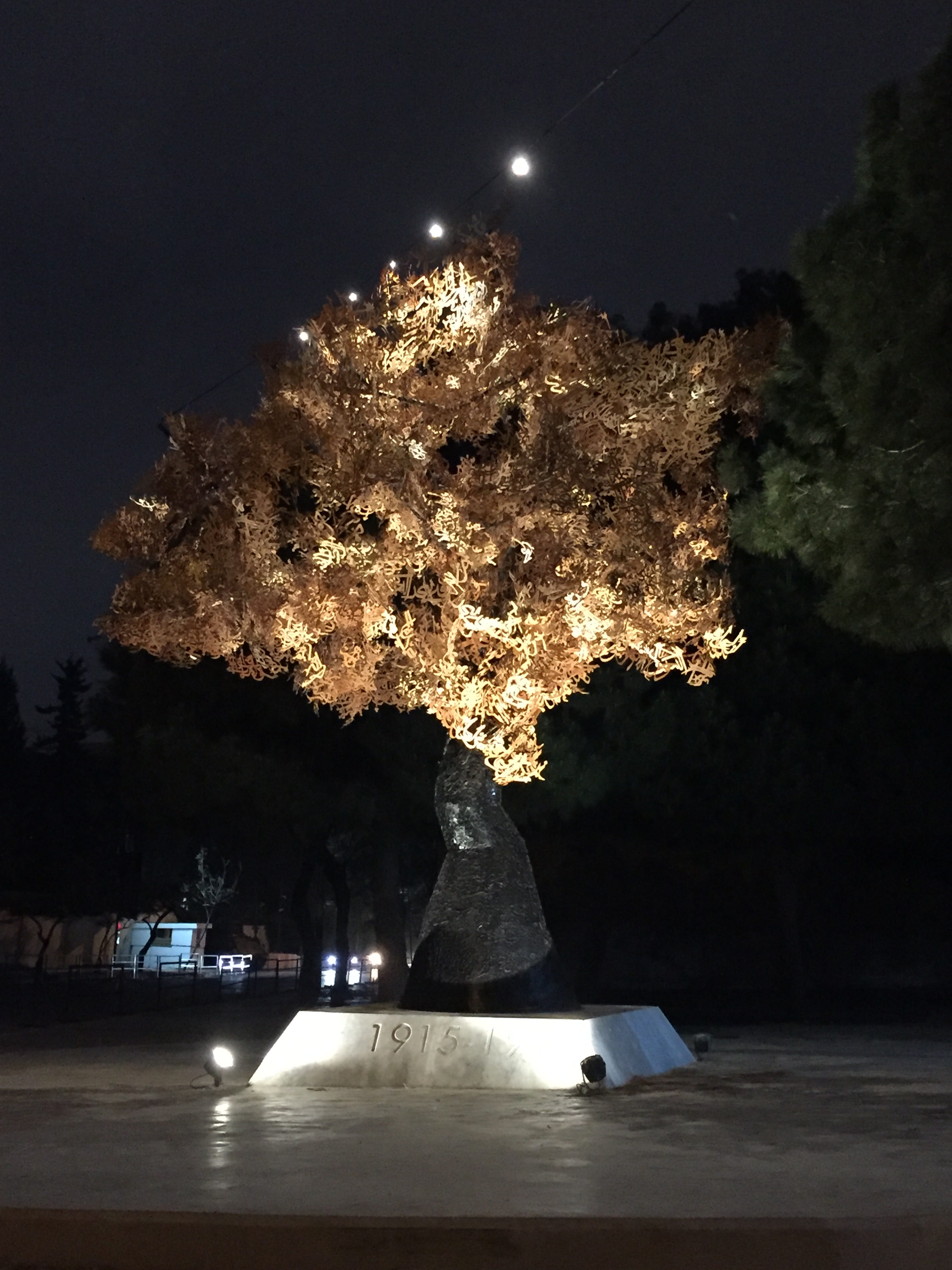
L'arbre de la mémoire place de la Grande Famine à Beyrouth

La Grande famine du Mont-Liban a entraîné la mort de près de 150 000 habitants du Mont-Liban pendant la Première guerre mondiale, sur une population totale de 415 000 habitants, ce qui représente un taux de décès de 37 %. Le Liban est la région du monde qui a eu la proportion de morts la plus élevée durant les quatre années du conflit. A titre de comparaison, le taux de décès en France durant la Grande guerre est de 3,5 %.
Il y a eu plus de morts libanais en 1914-1918 que durant la guerre du Liban de 1975-1990, pour une population dix fois moins nombreuse. Ainsi, la Grande famine constitue un traumatisme majeur. Après de longues décennies d'occultation de cette tragédie, des travaux universitaires tentent de faire la lumière sur cet événement historique de premier plan ; en 2014, une exposition de photos et d'autres documents inédits est organisée à Beyrouth par l'historien libanais Christian Taoutel ; en 2018, un mémorial de la Grande Famine de 1915-1918 est érigé à Beyrouth en hommage aux victimes. L'idée du mémorial est conçue par Christian Taoutel ; l'œuvre, un «arbre de la mémoire», est réalisée par l'artiste libanais Yazan Halwani.
Les feuilles de l'arbre sont ciselées de mots calligraphiés en arabe issus du champ lexical de la Famine. Certaines reprennent des extraits de textes écrits par des auteurs libanais comtemporains de la famine. Sont cités par exemple le poète Gibran Khalil Gibran, auteur en 1916 d'un texte intitulé «Mon peuple est mort» (« Dead Are My People »), Tawfik Yousef Awwad, auteur d'un roman majeur intitulé Le Pain (Al Raghif, 1939), l'écrivaine Anbara Salam Khalidi. L'arbre se dresse sur la place de la Grande famine à Beyrouth située entre l’Ambassade de France et l’Université Saint Joseph de Beyrouth.

### Quartier de Bourj Hammoud

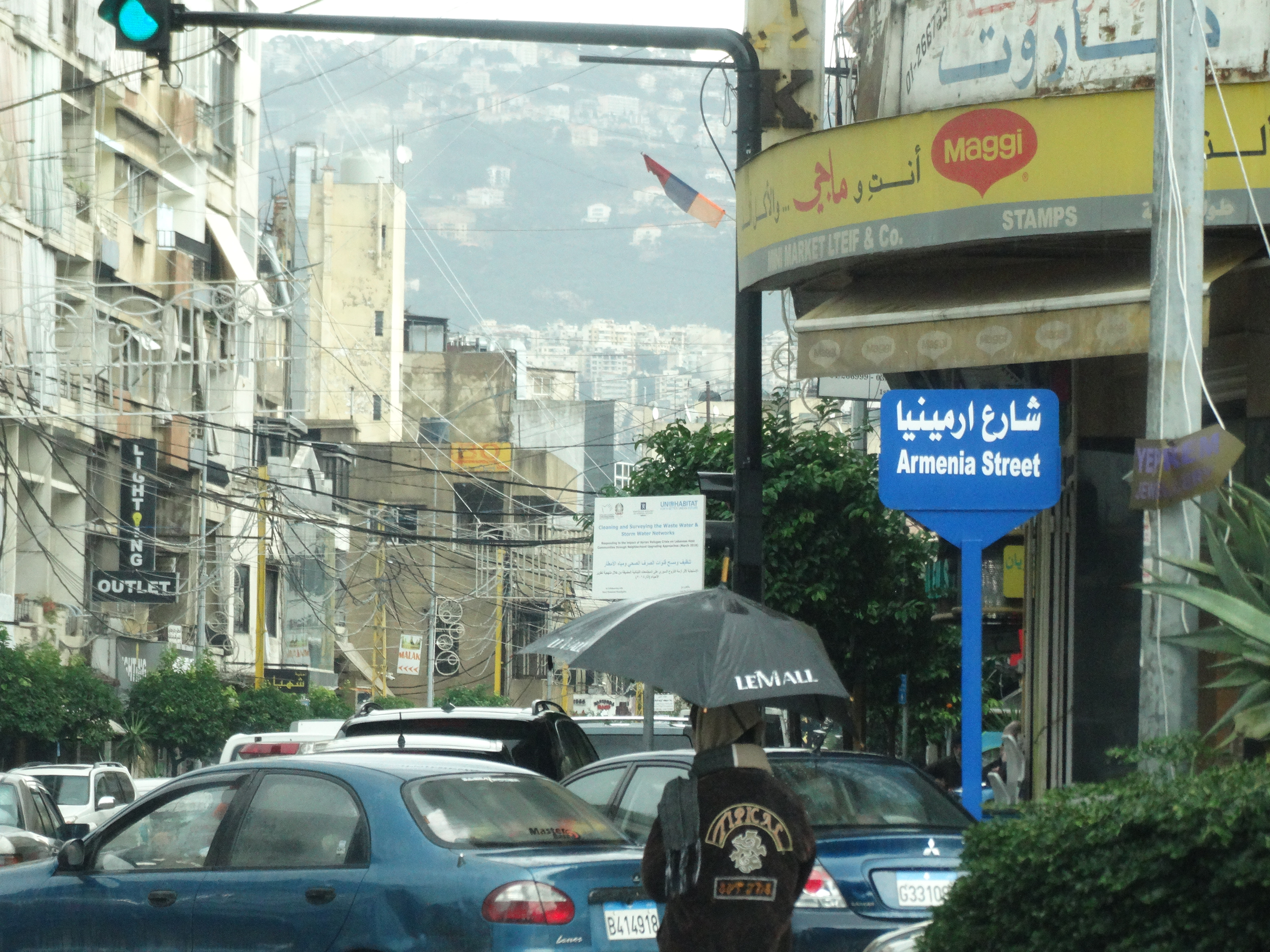
Rue d'Arménie à Bourj Hammoud

La communauté arménienne libanaise, qui compte près de 100 000 personnes, descend d'Arméniens réfugiés dans le pays à la suite du génocide commis par les Ottomans en 1915-1916 ; elle commémore cette tragédie chaque année le 15 avril à Borj Hammoud, quartier historiquement habité par des membres de la communauté.

### Camp de Chatila
En 1948, à la suite de la création de l'État d'Israël, affluent au Liban plus de 100 000 réfugiés palestiniens. Le camp de Chatila à Beyrouth est un des 12 camps de réfugiés palestiniens au Liban administrés par l'Office de secours et de travaux des Nations unies pour les réfugiés de Palestine dans le Proche-Orient (UNRWA). Le nombre total de Palestiniens dans le pays est estimé à 380 000 en 2006.

#### Cimetière des Martyrs de Chatila

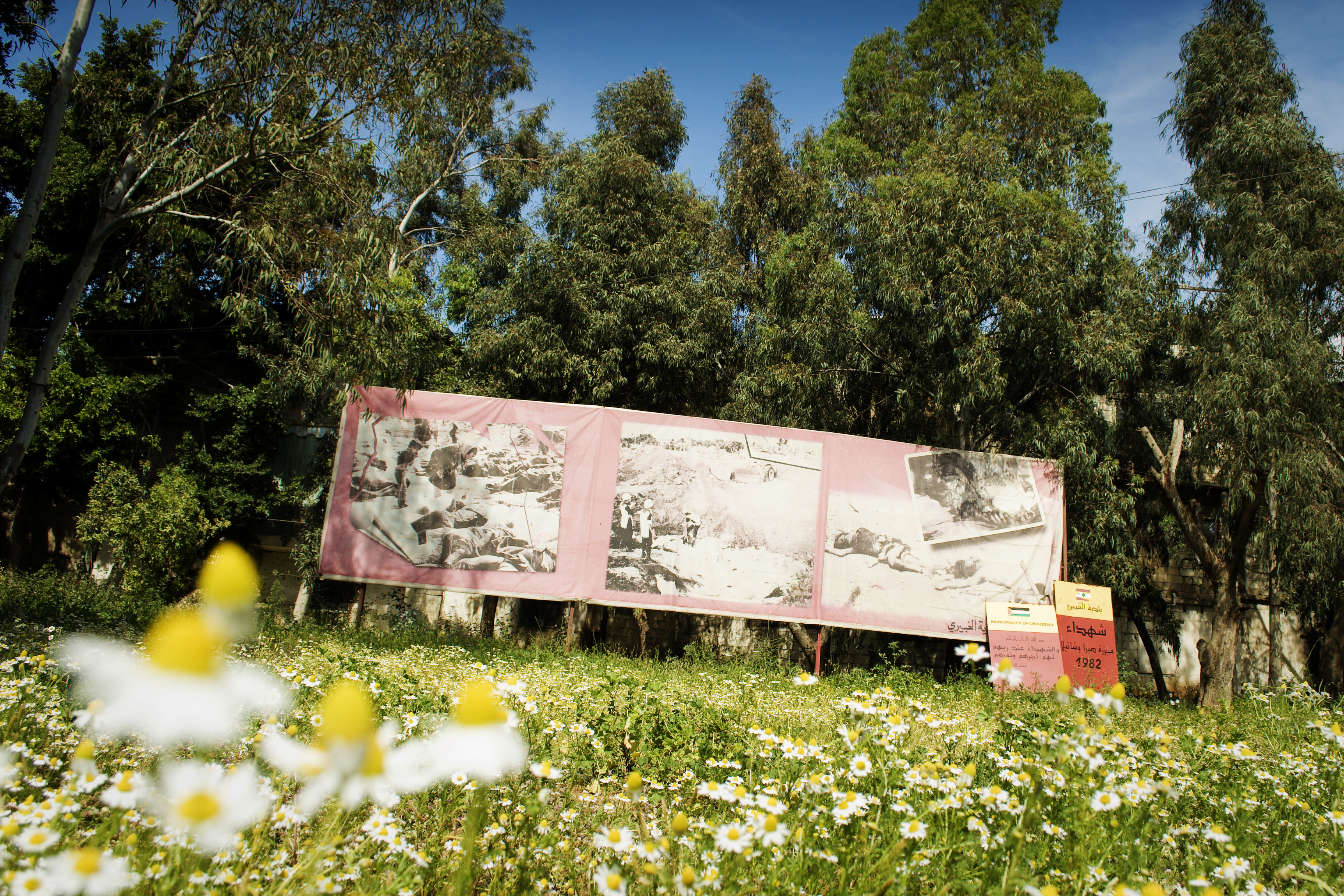
Photographies dans le camp de Chatila représentant des victimes de Sabra et Chatila

Dans ce cimetière sont inhumés des morts considérés comme des « héros nationaux » ayant combattu pour la cause palestinienne.
À partir du moment où les Palestiniens organisent au Liban une résistance armée, c'est-à-dire à partir de la défaite en Palestine-Israël de 1967, ils instaurent au Liban des cimetières « nationaux » réservés aux figures de la lutte palestinienne, dans le camp de Chatila ainsi que dans celui de 'Ein al-Hilweh (le plus grand camp palestinien au Liban), alors qu'auparavant, depuis l'afflux de réfugiés en 1948, ils enterraient leurs morts dans des cimetières partagés avec les Libanais. La plupart des cimetières du Moyen-Orient adoptent un critère confessionnel : les morts y sont réunis en fonction de leur religion. En revanche, le cimetière des Martyrs de Chatila se distingue de tous les autres cimetières par son critère politique : les morts  réunis là ont voué leur vie à la défense de la Palestine, qu'elles que soient leur religion et leur nationalité. Y sont inhumés des chrétiens, des musulmans, des juifs, des Palestiniens, des Turcs, des Allemands, des Irlandais ; on y trouve aussi les tombes symboliques de deux Japonais tués dans l'attentat de l'aéroport de Lydda ou Lod dans les années 1970, dont les corps sont enterrés en Israël.
Ce cimetière comporte également des cénotaphes commémorant le massacre de Palestiniens dans le camp de Tall al Zaatar en 1976 et celui de Sabra et Chatila en 1982.
Dans les années 1990, le cimetière des Martyrs de Chatila a failli être entièrement détruit dans le cadre d'un projet de construction d'une autoroute ; il a en définitive été épargné mais sa surface a été réduite. La politologue Laleh Khalili rappelle que durant l'occupation israélienne sur Liban en 1983, l'autre cimetière des Martyrs dans le camp de 'Ein el Hilweh avait été détruit et transformé en un terrain de football par les Phalangistes alliés d'Israël ; elle estime ainsi que  certains Libanais sont hostiles à la constitution de lieux de mémoire palestiniens au Liban.
Cependant, le camp de Chatila demeure un « foyer de la mobilisation communautaire palestinienne », écrit la politologue Laleh Khalili en 2006.
La mosquée de Chatila est devenue, pour des raisons non religieuses, un lieu de mémoire. El effet, le cimetière palestinien de Chatila situé hors des limites strictes du camp était devenu inaccessible pendant le siège de ce camp entrepris par la Syrie (qui a instrumentalisé à cette fin la milice libanaise chiite Amal) entre 1985 et 1987. Aussi les habitants avaient inhumé leurs morts pendant cette période à l'intérieur du camp, dont cinq cents corps dans la mosquée de Chatila, bien que les lieux de culte et les lieux funéraires soient distincts en principe.

#### Site du massacre de Sabra et Chatila
Dans les deux camps de réfugiés palestiniens de Sabra et Chatila encerclés par l'armée israélienne en 1982, les Phalangistes, miliciens libanais chrétiens alliés d'Israël, massacrent les hommes et les femmes qui y vivaient, pour la plupart des civils. Selon L. Khalili, « le massacre de Sabra et Chatila est le seul massacre de Palestiniens au Liban commémoré par un mémorial physiquement présent sur le site ». Par ailleurs la transformation du site en lieu de mémoire a été, selon la même chercheuse, « récupérée par le Hezbollah » dès la fin des années 1990.
Entre 1982 et la fin des années, le site avait été négligé ; des vendeurs de rues qui en ignoraient la signification mémorielle s'étaient installés à proximité et y jetaient leurs ordures. En 1998, des intellectuels palestiniens et libanais attirent l'attention sur l'importance de ce lieu de mémoire en y organisant une marche, à l'occasion de la commémoration de la nakba palestinienne de 1948. En 1999, la municipalité pro-Hezbollah qui administre le site prenant conscience de son intérêt historique le nettoie et protège la fosse commune formée par les auteurs du massacre. En 2002, le Hezbollah commémore le massacre de 1982 sur ce site et en fait le point d'arrivée d'une marche à laquelle se joignent des milliers d'expatriés venus pour cette occasion.

### Silos à grains du port

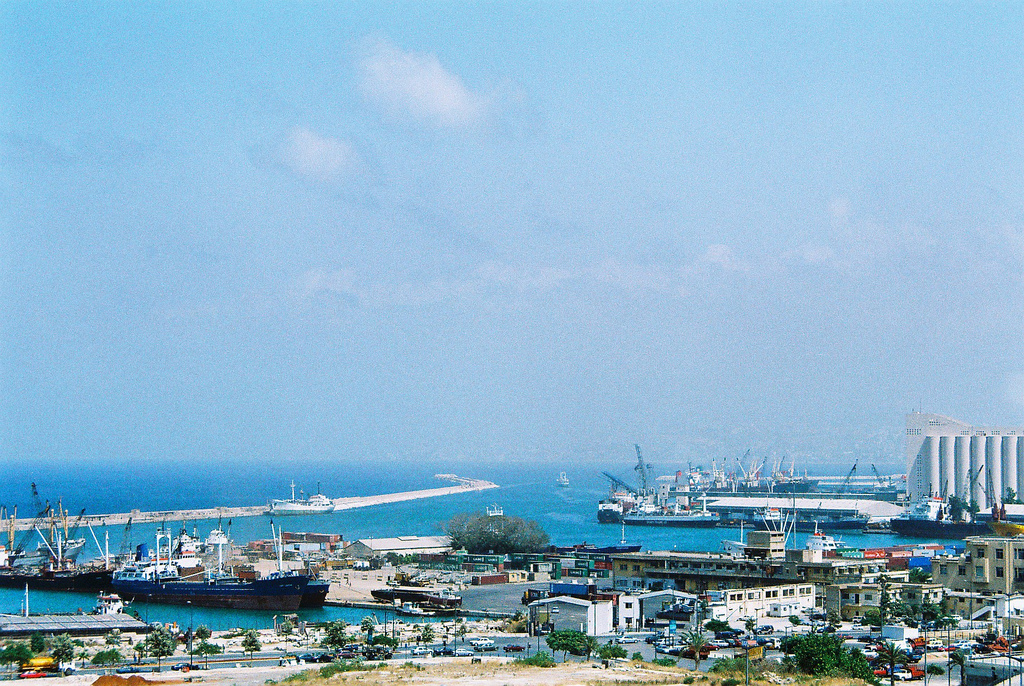
Le port en 2003 ; les silos sont à droite

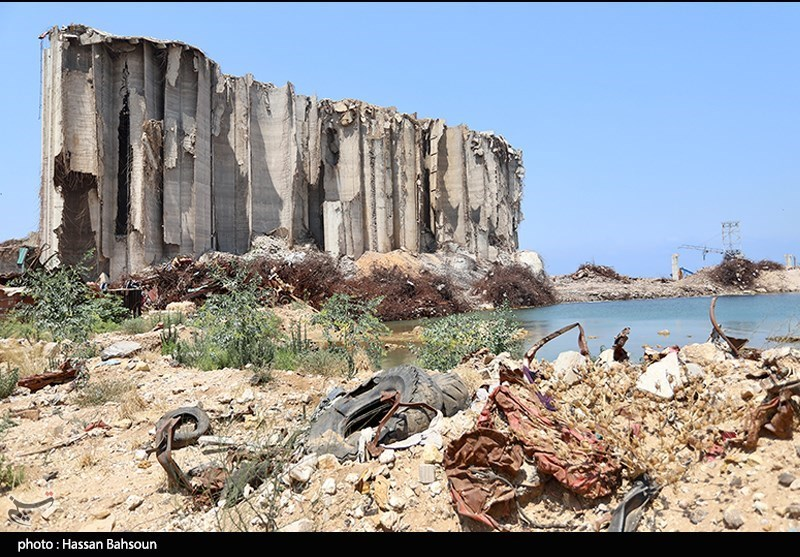
Silos à grain après l'explosion au port de Beyrouth

Il s'agit de 48 cylindres de 50 mètres de hauteur où étaient entreposés les stocks de blé importés par voie maritime. Ces silos ont atténué la violence de l'explosion de centaines de tonnes de nitrate d'ammonium dans le port de Beyrouth le 4 août 2020, et sauvé ainsi des centaines de vies. Le nitrate d'ammonium qui sert habituellement d'engrais chimique était utilisé selon toute probabilité pour fabriquer des explosifs dans la guerre en Syrie.
L'explosion du 4 août 2020 a ravagé des quartiers entiers de la capitale libanaise, tué 215 personnes, fait 6500 blessés et 300 000 sans-abri. Les structures de silos à grains du port de Beyrouth, en partie détruites, sont  devenues inutilisables et ont été inscrites aux monuments historiques.

## Nord du Liban

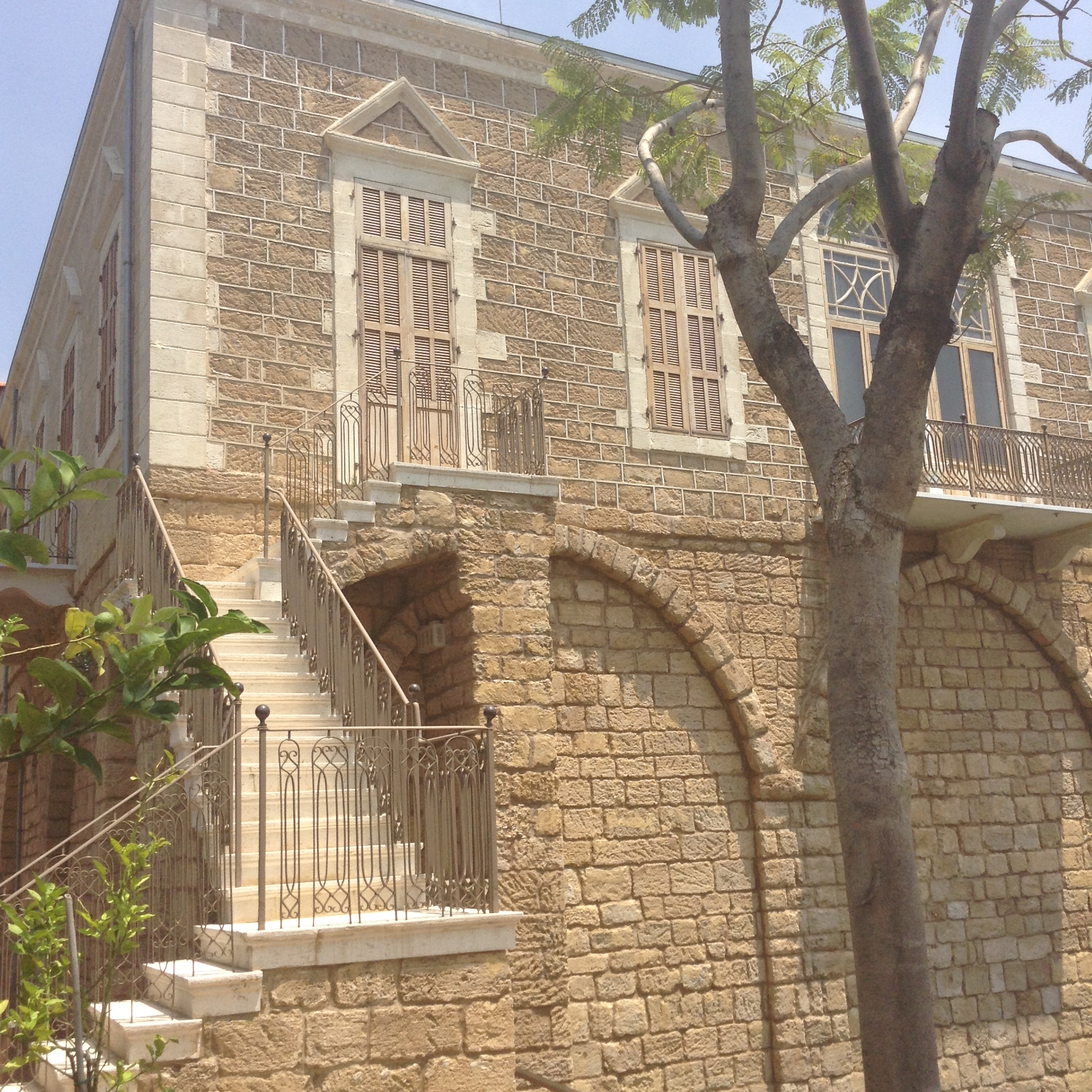
Orphelinat arménien de Jbeil transformé en musée

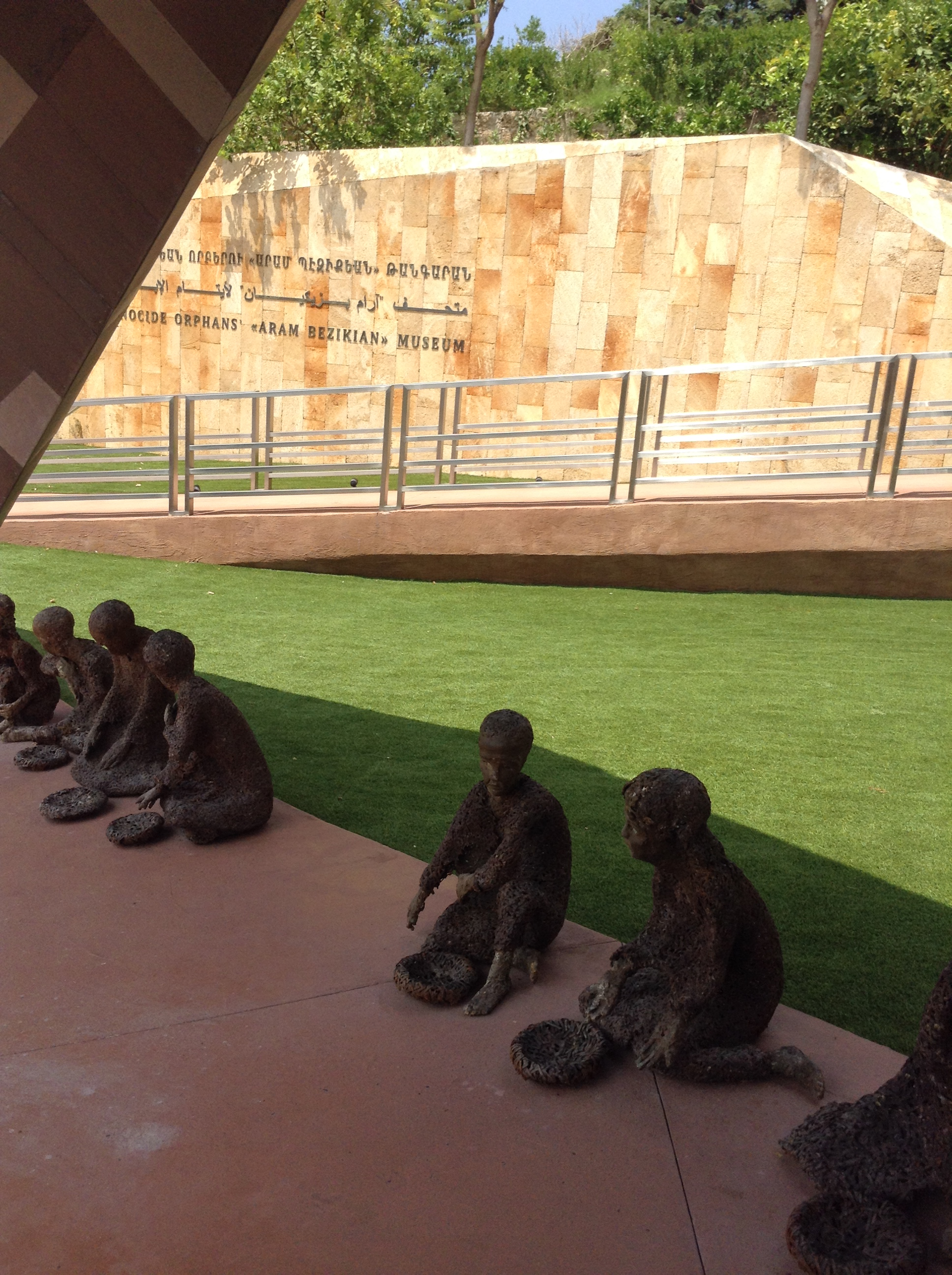
Statues d'enfants réfugiés dans l'orphelinat arménien de Jbeil

### Orphelinat arménien de Jbeil
L'ancien orphelinat arménien appelé Bird's nest, (le nid d'oiseaux) à Jbeil, ville côtière au nord de Beyrouth, est un des lieux de mémoire arménien au Liban. Il a été transformé en musée. De jeunes survivants du génocide y avaient trouvé refuge au début des années 1920. Il est le seul à avoir été préservé parmi la vingtaine d'orphelinats arméniens au Liban.

### Anjar
La municipalité arménienne de Anjar, ville du nord du Liban, met en évidence l'histoire des Arméniens qui ont fui le sandjak d'Alexandrette cédé par la France à la Turquie en 1938, en échange de la neutralité de la Turquie dans le conflit contre l'Allemagne. Les six quartiers de Anjar sont nommés d'après ceux des villages d'origine dans le sandjak d'Alexandrette, selon une coutume courante dans de nombreux camp de réfugiés ailleurs dans le monde (des camps sahraouis et palestiniens par exemple). Des bustes et des plaques commémoratives entretiennent le souvenir des personnalités arméniennes, comme Calouste Gulbenkian, magnat finanicer, mécène et diplomate. Chaque année des fêtes commémorent l'exil et la création du village arménien en 1939. Selon la géographe Karine Bennafla, « Anjar est organisé comme un conservatoire de la mémoire et de la culture arméniennes ».

## Sud du Liban
Le sud du Liban est marqué par la mémoire récente de l'occupation militaire israélienne qui s'est prolongée de 1978 à 2000.

### Prison de Khiam

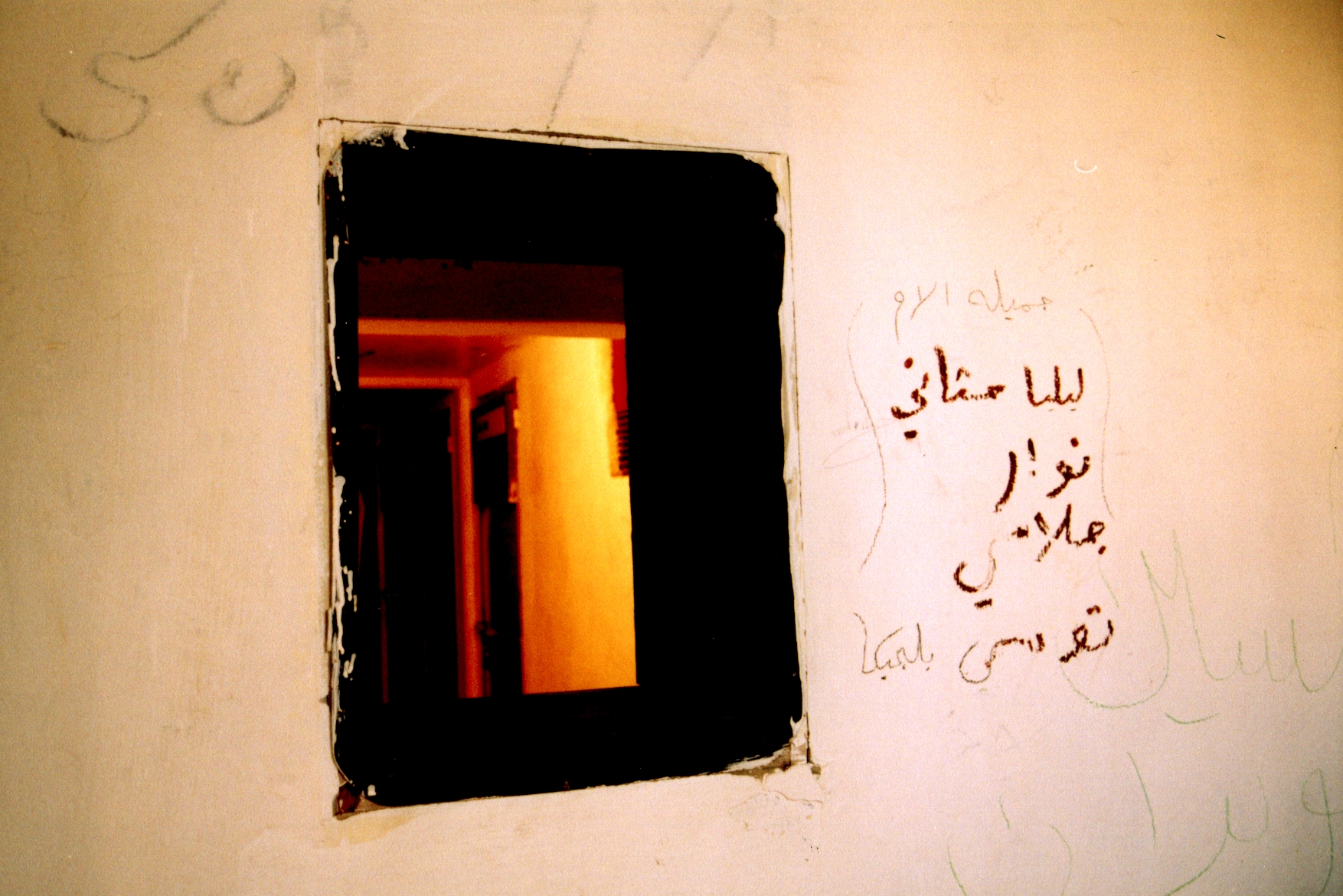
Inscriptions aux murs de la prison de Khiam

La prison du village de Khiam a été entre 1985 et 2000  le principal lieu de détention de personnes suspectées d'être hostiles à l'occupation israélienne du Sud-Liban. Plusieurs milliers de Libanais et de Palestiniens y ont été incarcérés sans jugement. Les supplétifs libanais de l'armée israélienne ont pratiqué la torture de manière systématique dans ce lieu de non-droit. Dès le départ de l'armée israélienne du Liban en 2000, des associations comme le «Khiam Rehabilitation Center» ont appelé à instituer l'ancienne prison en « lieu de mémoire ».
En mars 2000 un film documentaire intitulé Khiam y a été tourné par Joana Hadjithomas et Khalil Joreige et projeté en 2001.
En 2000, Souha Bechara militante communiste libanaise anti-israélienne, qui y a été détenue dix ans, publie un livre de témoignage sur son incarcération (Résistante. Une vie pour le Liban, co-écrit avec Gilles Paris), suivi d'un deuxième en 2014 (La Fenêtre, camp de Khiam, co-écrit avec Colette Ibrahim). Elle est devenue une « icône de la résistance » selon Le Monde.
Khiam est devenu un fief du Hezbollah, parti islamiste qui a contribué au retrait de l'armée israélienne. Le Hezbollah contrôle alors la transformation de la prison en musée, dès 2000, en pratiquant, selon les chercheuses Zara Fournier et Marie Bonté, une récupération du lieu à son profit . Nombre d'anciens prisonniers anti-israéliens n'avaient aucun rapport avec la résistance islamique (parmi lesquels les prisonniers communistes), or le Hezbollah a exclu des « initiatives de mise en mémoire portées par d'anciens prisonniers » qui ne venaient pas de ses rangs .
En 2006, la prison de Khiam  est rasée par l'aviation israélienne lors de la vaste campagne de bombardements israéliens au Liban en 2006. Il ne reste aucune trace des objets fabriqués par les anciens détenus, exposés au yeux des visiteurs, ni des inscriptions aux murs des cellules.
Le Hezbollah reconstitue sur les lieux une salle d'exposition et ajoute aux éléments liés à la vie des prisonniers des ruines de la guerre de 2006, toujours en instrumentalisant l'ensemble à son profit exclusif.

### Château de Šaqyf/Beaufort

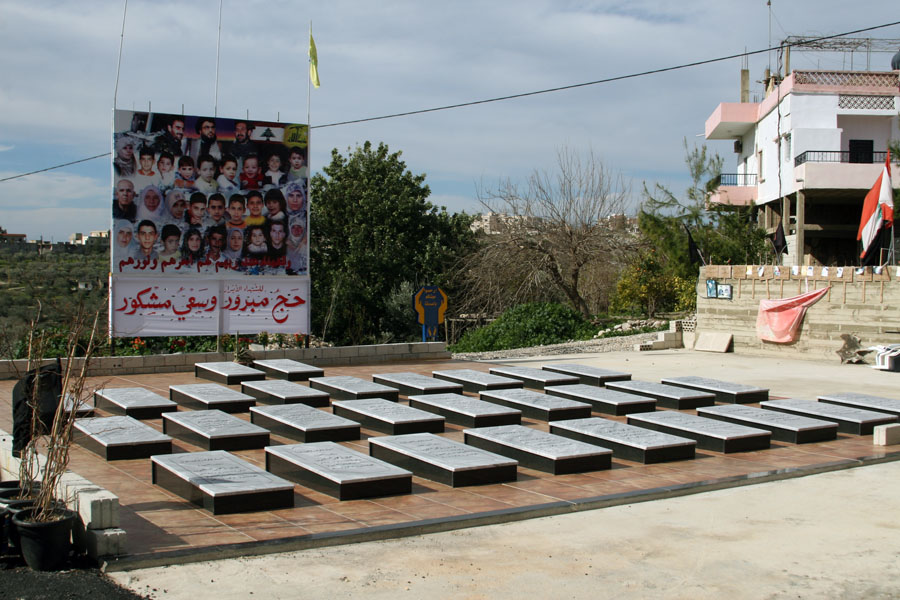
Mémorial à Qana : tombes de 28 victimes des bombardements

### Mémorials de Qana
Le camp de Force intérimaire des Nations unies au Liban (FINUL) dans le village de Qana (ou Cana) a été bombardé par l'aviation israélienne et les civils qui s'y étaient réfugiés ont péri  « L'espace qui a été le théâtre de leur supplice est devenu lieu de mémoire, notamment à travers la construction d'un musée » écrit à ce sujet la chercheuse Kinda Chaib.
Un premier massacre a eu lieu le 18 avril 1996 près du poste des Nations unies ; un mémorial a alors été édifié, en souvenir des 197 personnes tuées, des civils libanais et des soldats des Nations unies victimes du bombardement. Un deuxième massacre s'est produit en 2006, donnant lieu à deuxième mémorial.
Lieux de mémoire absents